# Fatovo, Smolean
Fatovo (în bulgară Фатово) este un sat în comuna Smolean, regiunea Smolean,  Bulgaria. 

## Demografie
Componența etnică a satului Fatovo
     Bulgari (26,16%)
     Nicio identificare (73,83%)
     Altele (0%)
La recensământul din 2011, populația satului Fatovo era de 107 locuitori. Nu există o etnie majoritară, locuitorii fiind  și bulgari (26,16%). Pentru 73,83% din locuitori nu este cunoscută apartenența etnică.